# Valters Frīdenbergs
Valters Frīdenbergs (26 de octubre de 1987 – 17 de octubre de 2018) fue un músico, cantante y presentador de televisión letón. Fue conocido por representar a Letonia en el Festival de Eurovisión 2005 como parte del dúo Walters & Kazha con la canción "The War Is Not Over", escritor por Mārtiņš Freimanis, acabando en quinto puesto con 153 puntos.
En 2009, Valters se presentó en solitario para representar a Letonia con la canción "For A Better Tomorrow" pero no pudo clasificarse para los semifinales.
Des años después, fue comentarista para el Festival de Eurovisión sustituyendo a Kārlis Streips. Desempeñó este cargo hasta su enfermedad y posterior muerte.
El 17 de octubre de 2018, se anunció que Valters Frīdenbergs había muerto a causa de una larga batalla de dos años contra el cáncer.